# William Maclay (Politiker, 1765)
William Maclay (* 22. März 1765 in Lurgan, Franklin County, Province of Pennsylvania; † 4. Januar 1825 ebenda) war ein US-amerikanischer Politiker. Zwischen 1815 und 1819 vertrat er den Bundesstaat Pennsylvania im US-Repräsentantenhaus.

## Werdegang
William Maclay besuchte die öffentlichen Schulen seiner Heimat. Nach einem anschließenden Jurastudium und seiner im Jahr 1800 erfolgten Zulassung als Rechtsanwalt begann er in Chambersburg in diesem Beruf zu arbeiten. Politisch wurde er Mitglied der Ende der 1790er Jahre von Thomas Jefferson gegründeten Demokratisch-Republikanischen Partei. In den Jahren 1805 und 1806 war er Bezirksrat (County Commissioner) im Franklin County. Von 1807 bis 1808 gehörte er dem Repräsentantenhaus von Pennsylvania an. Im Jahr 1809 wurde er beisitzender Richter im Cumberland-Gerichtsbezirk.
Bei den Kongresswahlen des Jahres 1814 wurde Maclay im fünften Wahlbezirk von Pennsylvania in das US-Repräsentantenhaus in Washington, D.C. gewählt, wo er am 4. März 1815 die Nachfolge von John Rea antrat. Nach einer Wiederwahl konnte er bis zum 3. März 1819 zwei Legislaturperioden im Kongress absolvieren. Nach seiner Zeit im US-Repräsentantenhaus praktizierte Maclay wieder als Anwalt. Er starb am 4. Januar 1825 in seiner Heimatstadt Lurgan.